# Jerzy Rabcewicz

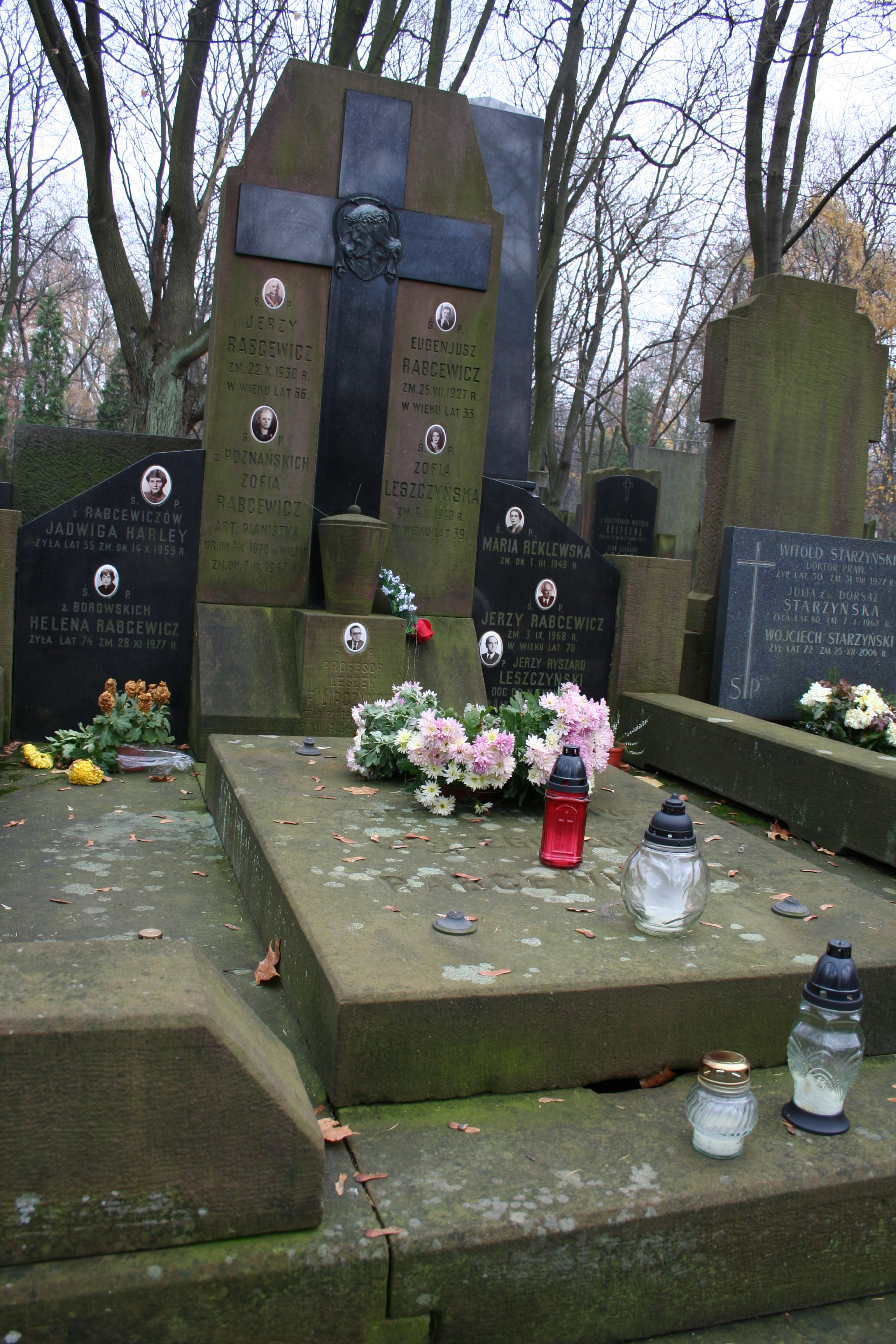
Grób Jerzego i Zofii Rabcewiczów.

Jerzy Antoni Rabcewicz (ur. 5 maja?/17 maja 1864 w Wilnie, zm. 22 października 1930 w Warszawie) – tytularny generał brygady Wojska Polskiego, inżynier.

## Życiorys
Urodził się 17 maja 1864 w Wilnie, w rodzinie Jerzego i Zofii z Wasilewskich. Ukończył siedem klas szkoły realnej w Wilnie. W 1882 rozpoczął studia akademickie w Instytucie Inżynierów Cywilnych (ros. Институт гражданских инженеров) w Petersburgu. W maju 1887 ukończył studia z pierwszą lokatą (jego nazwisko zostało wyryte na marmurowej tablicy – „złotej desce” w instytucie) i otrzymał tytuł inżyniera cywilnego z prawem wykonywania robót w zakresie budownictwa cywilnego i drogowego, prawo noszenia znaku akademickiego oraz przywilej otrzymania rangi X klasy przy wstąpieniu do służby cywilnej. 8 czerwca tego roku rozpoczął pracę w Kontroli Państwa. 20 marca 1893 został awansowany na stanowisko urzędnika dla szczególnych poleceń VII klasy przy Kontrolerze Państwa z zachowaniem posady p.o. architekta. Jednocześnie został mianowany przedstawicielem Kontroli w Komisji przy Ministerstwie Dróg i Komunikacji, rozpatrującej kosztorysy budowy nowych dróg żelaznych w Rosji. 23 września 1895 złożył pełnienie obowiązków architekta i zajął się projektowaniem i budową ogromnych gmachów rządowego składu wódczanego w Petersburgu z wydajnością półtora miliona wiader wódki. 26 stycznia 1899 został przeniesiony do Ministerstwa Skarbu na stanowisko technika działu budowlanego w Głównym Zarządzie Dochodów Niestałych. 7 kwietnia 1901 został w tym zarządzie pomocnikiem naczelnika działu budowlanego. W 1905 został mianowany radcą stanu. 23 lutego 1916 został mianowany urzędnikiem do szczególnych poleceń V klasy przy Ministerstwie Skarbu. Do września 1918 pracował przy rozbudowie monopolów rządowych w Głównym Zarządzie Dochodów Niestałych.
25 listopada 1918 został zatrudniony w Sekcji Budownictwa Ministerstwa Spraw Wojskowych w Warszawie na stanowisku starszego inżyniera do zleceń. Następnie pełnił służbę w Inspektoracie Departamentu Techniczno-Inżynieryjnego na stanowisku inżyniera do zleceń. 5 czerwca 1919 został przyjęty do Wojska Polskiego jako urzędnik wojskowy w randze VI, powołany do służby czynnej na czas wojny i przydzielony z dniem 25 kwietnia 1919 do Departamentu Technicznego MSWojsk. 30 kwietnia 1920 został szefem Zarządu Nowych Budowli w Centralnych Warsztatach i Składach Budownictwa. 20 lipca tego roku powierzono mu pełnienie obowiązków referenta do spraw budynków szkolnych. 20 listopada 1920 został przydzielony do Sekcji Kontroli Faktycznej Oddziału IV Sztabu MSWojsk. 1 czerwca 1921 minister spraw wojskowych mianował go pułkownikiem Korpusu Kontrolerów Wojskowych. 3 czerwca ukończył z „dobrym postępem” sześciotygodniowy kurs przeszkolenia przy Centralnej Szkole Podoficerów Piechoty Nr 1 w Chełmnie. 3 maja 1922 został zweryfikowany w stopniu pułkownika ze starszeństwem od 1 czerwca 1919 i 5. lokatą w korpusie oficerów kontrolerów. 12 sierpnia 1923 prezydent RP przeniósł go z dniem 31 grudnia 1923 w stały stan spoczynku „z powodu przekroczenia wieku w myśl § 72 pragmatyki oficerskiej”, w stopniu tytularnego generała brygady. 8 lutego 1924 prezydent RP przesunął termin przeniesienia w stan spoczynku na dzień 31 marca 1924.
Zmarł 22 października 1930 w Warszawie i został pochowany na cmentarzu Powązkowskim (kwatera 237, rząd 4 miejsce 9, 10).
Był żonaty z Zofią z Poznańskich (1870–1947), pianistką, z którą miał czworo dzieci: Eugeniusza (1893–1927), Marię (1895–1949), zamężną Reklewską, Jerzego (1898–1968) i Marię (1900–1940), zamężną za Aleksandrem Leszczyńskim.

## Ordery i odznaczenia
W rosyjskiej służbie cywilnej otrzymał:
- Order Świętego Włodzimierza 3 stopnia,
- Order Świętego Włodzimierza 4 stopnia,
- Order Świętej Anny 2 stopnia,
- Order Świętego Stanisława 2 stopnia,
- Order Świętej Anny 3 stopnia,
- Order Świętego Stanisława 3 stopnia[2][5].